# التهاب الدرقية المنسوب لأورد
التهاب الدرقية المنسوب لأورد هو شكل شائع من أشكال التهاب الغدة الدرقية، وهو مرض من أمراض المناعة الذاتية؛ فـالأجسام المضادة بجسم الإنسان تقاوم خلايا الغدة الدرقية. وقد تم تسميتها بعد رحيل الطبيب وليام ميللر أورد، الذي وصفها لأول مرة في عام 1877م ووصفها مرة أخرى في عام 1888م. وهي أكثر شيوعًا في النساء أكثر منها في الرجال.

## الغلوبولين الدرقي
تتسبب الأجسام المضادة لبيروكسيداز الغدة الدرقية، أو الغلوبولين الدرقي من الناحية الفسيولوجية في حدوث تدمير تدريجي للكيس في الغدة الدرقية. ومن الممكن طبقًا لذلك، أن يتم الكشف عن المرض إكلينيكيًا من خلال البحث عن هذه الأجسام المضادة في الدم. وتتميز أيضًا باجتياح أنسجة الغدة الدرقية بواسطة خلايا الدم البيضاء، وبشكل رئيس اللِّمْفاوِيَّاتُ التَّائِيَّة.
عادة ما ينتج عن التهاب الدرقية المنسوب لأورد الإصابة بـ قصور الدرقية. حالات فرط الدرقية العابرة في المرحلة الحادة التي يتم ملاحظتها بشكل عام في التهاب الدرقية المنسوب لهاشيموتو تكون نادرة في داء أورد.

## العلامات الإكلينيكية
أعراض التهاب أورد للغدة الدرقية يحتوي على أعراض القصور الدرقي وضمور الغدة الدرقية.

## العلاج
يتم علاج هذا الالتهاب كما في القصور الدرقي، هرمون ثيروكسين ثيروكسين، أو ثلاثي أيودثيرونين (T3).

## علم الأوبئة
يكون تضخم الغدة الدرقي لالتهاب الدرقية الناجم عن المناعة الذاتية (التهاب الدرقية المنسوب لهاشيموتو) أكثر شيوعًا خارج أوروبا من داء أورد.